# Accident minier de Kherzet Youcef
L'accident minier de Kherzet Youcef est une catastrophe industrielle qui a eu lieu en Algérie le 2 juin 1990, dans la mine de plomb-zinc de Kherzet Youcef, non loin de la ville d'Ain Azel dans le nord-est algérien. Le drame a coûté la vie à 19 mineurs à la suite d'une arrivée d'eau très importante causant l'inondation de la galerie.

## Contexte général
La mine de Kherzet Youcef est située dans la partie centrale de l'Algérie, dans la wilaya de Sétif, non loin de la commune d'Aïn Azel. Le site est implanté à 45 km au sud de Sétif dans la région des hauts plateaux. Les formations géologiques qui encaissent le gisement de Kherzet Youcef sont principalement des carbonates d'âge crétacé, alors que la minéralisation exploitée dans la mine correspond à un minerai polymétallique à plomb-zinc constitué principalement de  sphalérite et de galène. 
Les réserves initiales estimées en 1987 étaient de 2 700 000 t alors que les réserves restantes sont de 1 600 000 t à 18 % de Zn et 3.6 de Pb.

## Histoire de la mine de Kherzet Youcef
Le gisement polymétallique de Kherzet Youcef fut découvert en 1899 à la suite de l'observation d'affleurements de type chapeau de fer. Après une première tentative d'exploitation infructueuse, une concession pour l'exploitation de  la calamine fut instituée par décret du tribunal de Sétif en 1905. Plusieurs milliers de tonnes de calamines, de sphalérite et de galène furent ainsi produites. La remontée du minerai était assurée par un puits de 75 m de profondeur, mais les nombreuses venues d'eau empêchaient un fonçage plus profond du puits. L'installation d'une pompe afin d'évacuer l'eau d'exhaure avec un débit de 50 m3/h a permis la reprise des travaux. En 1927 l'ennoyage de la mine obligea l'arrêt des travaux d'exploitation. De 1940 à 1963, le Bureau des Recherches géologiques et Mines de l'Algérie (BRGMA) entreprit de nombreux travaux de reconnaissance en creusant 9 sondages de reconnaissance du gisement, tous se sont avérés positifs. À l'indépendance de l'Algérie, l'entreprise yougoslave « Rudis » exécuta le puits d'extraction n° 3 d'une longueur de 238.5 m et réalisa une galerie au niveau 835 m, avec un pompage d'eau d'exhaure de 420 m3/h. Malgré les moyens de pompage et à la suite de diverses difficultés, la mine fut fermée ennoyée en 1971. Par la suite, en 1975 la société bulgare Bulgargeomine procède au dénoyage de la mine et à la construction du complexe minier de Kherzet Youcef, ce qui a permis l'exploitation du gisement entre les niveaux 835 m et 775 m, bien que les venues d'eaux aient atteint un débit de 740 m3/h. À partir de 1987 et avec l'épuisement des réserves en minerai, il a été décidé d'approfondir le puits d'extraction n° 3, jusqu'au niveau aquifère à la cote 692 m, en 1990 le fonçage du puits fut terminé.

## Déroulement et origine de l'accident
Le 2 juin 1990, l'équipe de mineurs chargée de l'excavation travaillait sur le front d'abattage au niveau 692 m à près de 320 m de profondeur, la roche carbonatée abattue à l'explosif était remontée à la surface. Pour des raisons inconnues à l'époque, la galerie du niveau 775 m, a connu une inondation avec un débit record de l'ordre de 22 000 m3/h pour une capacité de dénoyage de 2 000 m3/h. Les trombes d'eau qui se sont déversées en un temps record ont rapidement englouti l'ensemble de la mine, piégeant ainsi 19 mineurs restés au fond de la mine et dont les corps n'ont jamais été récupérés malgré de nombreuses tentatives infructueuses. L'accident fut un drame pour toute la région et les autorités décidèrent de fermer et d'abandonner la mine.
L'origine de cette catastrophe est intimement liés à l'hydrogéologie de la région. Ainsi, deux réservoirs nettement individualisés du point de vue hydrodynamique sont séparés par une faille majeure étanche dite faille barrage. L'unité A (nappe Barrémienne), où est localisé le gisement de Kherzet Youcef correspond au compartiment Ouest de la faille de Kherzet Youcef alors que l'unité B et C constituent le compartiment Est (nappe Albo-Aptienne et nappe Mio-Plio-Quaternaire).
La venue d'eau au niveau 775, ne peut s’expliquer que par un régime d’écoulement comparable à celui d’une brèche faite dans la digue d’un barrage. En effet le schéma, d’exploitation au niveau 775 m (Unité A), montre que le front de taille a atteint la faille et a fragilisé la zone étanche de cette dernière, qui la sépare de l'aquifère (Unité C). De plus l'exploitation, du niveau inférieur 692 m, en utilisant l'explosif dans l'abattage du minerai, aurait rendu la faille plus vulnérable à l'endroit du front de taille du niveau 775 m. Par conséquent, la rupture de la « zone barrière » a provoqué l’envahissement de cette galerie par les eaux venant de l'aquifère de l'unité C. Le pompage de dénoyage à 2 000 m3/h n’a pas pu atteindre le rabattement escompté pour récupérer les victimes.

## Conséquence

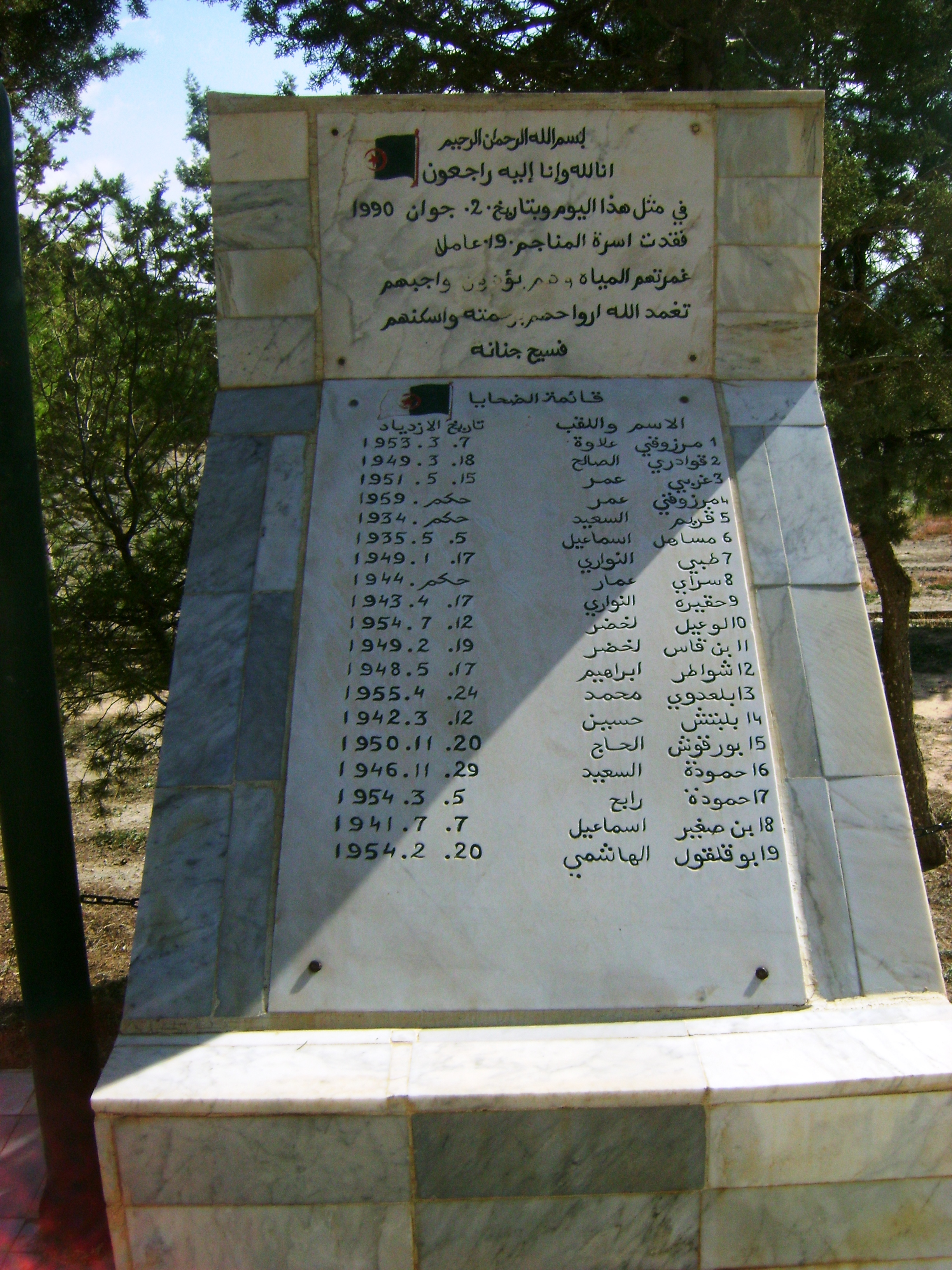
Stèle commémorative de l'accident de la mine de Kherzet Youcef

À la suite du drame, la mine fut abandonnée et fermée. 
En 1999, l'usine de flottation de Kherzet Youcef fut rouverte afin de traiter le minerai extrait de la mine de Chaabet El Hamra, distante d'environ 5 km. 
De nombreux projets de réouverture de la mine de Kherzet Youcef ont été annoncés avec comme priorité le pompage de l'eau dans la partie inondée de la mine,.